# Шушанік Кургінян
Шушанік Кургінян (до шлюбу Пополян; нар. 18 (30) серпня 1876, Олександропіль — пом. 24 листопада 1927, Єреван, Вірменська РСР, СРСР) — вірменська поетеса, автобіографка. Одна з засновниць вірменської феміністської та пролетарської літератури.

## Життєпис
Шушанік Пополян народилася 18 (30) серпня 1876 року в Олександрополі (нині Ґюмрі) в родині ремісника. Відвідувала початкову школу для дівчат при місцевому монастирі, навчалася в російській гімназії.
У 21-річному віці одружилась з Аршаком Кургіняном, який працював у крамниці її батька. У 1903 році разом з чоловіком переїхала до Нахічеваня-на-Дону, де Аршак відкрив власний магазин. З великим ентузіазмом Шушанік Кургінян зустріла революцію 1905 року, підтримувала боротьбу робітничого класу.
У 1920 році переїхала у Владикавказ, заснувала там Вірменський робітничий клуб імені С. Шаумяна. У 1921 році повернулася до рідного Олександрополя. У 1925 році через проблем зі здоров'ям перебувала на лікуванні в Харкові і в Москві. Однак лікування не дало істотних результатів, і вона повернулася додому. В 1926 році після землетрусу в Олександрополі переїхала в Єреван.
24 листопада 1927 року Шушанік Кургінян померла після важкої хвороби. Похована в Пантеоні імені Комітаса.
Поет Аветік Ісаакян так відгукувався про неї: «у Шушанік було щось таємниче — справжня Сибілла, чарівниця, пророчиця: висока, худа, нервова, в очах фосфорний блиск, абсолютно далека від сімейних турбот».

## Творчість
Шушанік Кургінян почала друкуватися в 1899 році в журналі «Тараз» («Мода», № 30). Під час революції 1905—1907 років написала багато творів, що оспівують боротьбу пролетаріату («Передзвін свободи», «Сміливо вперед», «Робітники», «Йдіть туди», «Пісня робітника» та інші). Після поразки революції написала низку творів, спрямованих проти реакції і ухилів, прославляла революціонерів («На братній могилі», «Перед в'язницею», «Червона хода»). Різко висловлювалася проти самодержавства («Нехай під кривавим троном горить багаття»). У творі «Відхили свій хрест» виступала проти релігії, як опори влади.
У творі «Об'єднаємося ми теж» закликала до емансипації жінок. Деякі вірші Кургінян пройняті настроями любові і туги за батьківщиною («Із осінніх пісень», «Немає Алагяза»).
У радянських джерелах наводяться різні думки про ставлення Кургінян до Жовтневого перевороту більшовиків1917 року. Літературна енциклопедія (1931) стверджує, що вона не сприйняла цю революцію, і тому в післяжовтневий період вона писала порівняно мало. У той же час Коротка літературна енциклопедія (1966) стверджує, що в 1920-ті роки вона написала ряд творів, які оспівують досягнення Жовтневої революції.

## Твори

### У перекладі російською
- Антологія вірменської поезії, Москва, 1940.

### Вірменською мовою
- Կուրղինյան Շ., Արշալույսի ղողանջները, Նոր-Նախիջևան, 1907.
- Երկերի ժողովածու, Երևան, 1947.